# Stadlern (Bawaria)
Stadlern – miejscowość i gmina w Niemczech, w kraju związkowym Bawaria, w rejencji Górny Palatynat, w regionie Oberpfalz-Nord, w powiecie Schwandorf, wchodzi w skład wspólnoty administracyjnej Schönsee. Leży w Lesie Czeskim, około 41 km na północny wschód od Schwandorfu, przy granicy z Czechami.

## Demografia

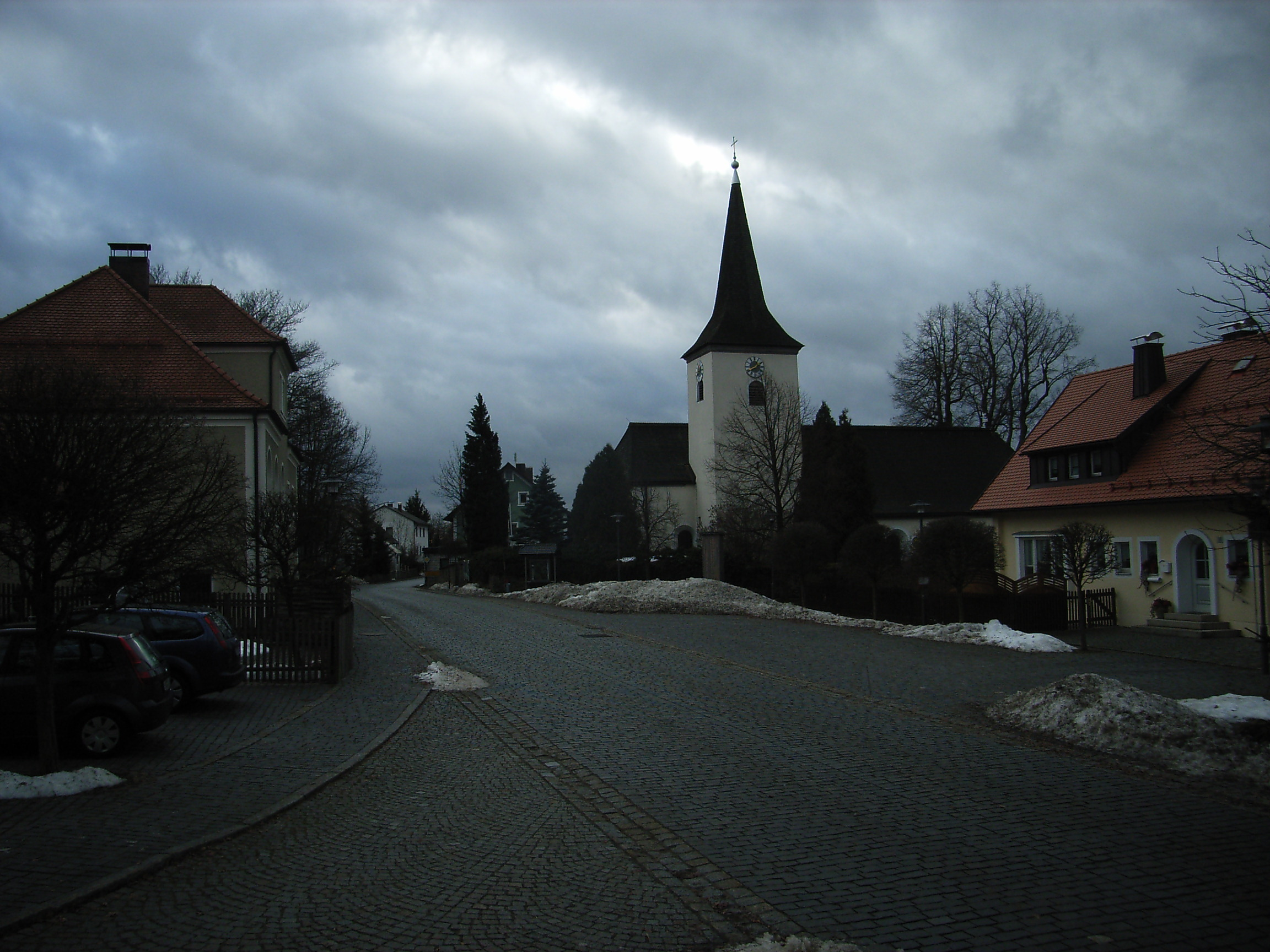
Stadlern (2012)

| Rok  | Liczba mieszk. |
| ---- | -------------- |
| 1970 | 713            |
| 1987 | 611            |
| 2000 | 679            |